# Mega Concept
Mega Concept – samochód sportowy produkowany przez francuską firmę Aixam. Wyposażony był on w zamknięte nadwozie. Samochód był napędzany silnikiem R4 marki PSA o poj. 1,4 l (75 KM, 168 km/h). Moc przenoszona była na oś przednią poprzez 5-biegową manualną skrzynię biegów.
Samochód ten, zaprezentowany w 1998 roku w Paryżu, miał być alternatywą dla sportowej wersji Mega Club/Ranch.